# Râul Valea Porcului, Văleni
Râul Valea Porcului este un afluent al râului Văleni. 